# Municipio VI
Municipio Roma VI ist die sechste administrative Unterteilung der italienischen Hauptstadt Rom.

## Geschichte
Die Assemblea Capitolina (Stadtrat von Rom) errichtete mit seiner Resolution Nr. 11 am 11. März 2013 das Municipio, welches das ehemalige Municipio Roma VIII und zuvor Circoscrizione VIII ersetzte.

## Geographie

### Geschichtliche Unterteilung
Auf dem Territorium des Municipio sind die folgenden topografischen Bereiche der Hauptstadt Rom:

#### Quartier
- Q. XXIV Don Bosco (teilweise)

#### Zone
- Z. IX Acqua Vergine
- Z. X Lunghezza
- Z. XI San Vittorino
- Z. XII Torre Spaccata
- Z. XIII Torre Angela
- Z. XIV Borghesiana
- Z. XV Torre Maura
- Z. XVI Torrenova (teilweise)
- Z. XVII Torre Gaia (teilweise)

### Administrative Gliederung
Das Municipio Roma VI umfasst die gleichen Zone Urbanistiche wie das vormalige Municipio Roma VIII:
| 8A               | Torrespaccata           | 13.787  |
| 8B               | Torre Maura             | 20.429  |
| 8C               | Giardinetti-Tor Vergata | 20.667  |
| 8D               | Acqua Vergine           | 7.178   |
| 8E               | Lunghezza               | 36.139  |
| 8F               | Torre Angela            | 90.018  |
| 8G               | Borghesiana             | 52.499  |
| 8H               | San Vittorino           | 14.182  |
| Nicht zuordenbar | Nicht zuordenbar        | 2.635   |
| Insgesamt        | Insgesamt               | 257.534 |

### Fraktion
Im Territorium des Municipio sind folgende Fraktionen der Stadt Rom:
- Castelverde, Colle del Sole, Colle Monfortani, Colle Prenestino, Corcolle
- Finocchio, Fosso San Giuliano, Giardinetti, Giardini di Corcolle
- Osa, Pantano Borghese, Ponte di Nona, Prato Fiorito, Tor Bella Monaca, Tor Vergata
- Valle Castiglione, Villa Verde, Villaggio Breda, Villaggio Falcone, Villaggio Prenestino

## Präsident
| Wahlperiode        | Wahlperiode   | Präsident         | Partei              | Anmerkungen |
| ------------------ | ------------- | ----------------- | ------------------- | ----------- |
| 10. Juni 2013      | 19. Juni 2016 | Marco Scipioni    | Partito Democratico |             |
| seit 19. Juni 2016 |               | Roberto Romanella | MoVimento 5 Stelle  |             |